# Elchesheim-Illingen
Elchesheim-Illingen – gmina w Niemczech, w kraju związkowym Badenia-Wirtembergia, w rejencji Karlsruhe, w regionie Mittlerer Oberrhein, w powiecie Rastatt, wchodzi w skład związku gmin Durmersheim. Leży ok. 7 km na północ od Rastatt, ok. 2 km na zachód znajduje się granica z Francją na Renie.